# 中川熊野神社
中川熊野神社（なかがわくまのじんじゃ）は、富山県高岡市にある神社。

## 概要
富山県高岡市中川本町に鎮座し、定塚地区の北東部を氏地とする。社格は村社。
2009年9月9日午前9時30分頃、神社で火災が発生した。火は50分ほどで消し止められたが、拝殿と渡り廊下を全焼し、本殿も半焼した。その日は秋祭りの前日で、火災の原因は電気配線の漏電と見られている。
火災後、氏子らの協力により、本殿などが再建された。施工は南砺市に本社を置く佐々木寺社建築が担当した。

## 神社周辺
- 高岡古城公園
- JR越中中川駅
- 富山県立高岡工芸高等学校
- 高岡市美術館
- 高岡市立定塚公民館
- 高岡市立高陵小学校